# The American Journal of Clinical Nutrition
The American Journal of Clinical Nutrition (abgekürzt Am. J. Clin. Nutr.) ist eine monatlich erscheinende Gesundheitszeitschrift im Bereich der Ernährungsmedizin, die im Peer-Review-Verfahren herausgegeben wird.
Die Zeitschrift wurde erstmals 1952 unter dem Namen Journal of Clinical Nutrition von der Nutrition Press herausgegeben. Chefredakteur war S.O. Waife. Ab 1954 wurde die Zeitschrift unter ihrem heutigen Namen von der American Society for Clinical Nutrition herausgegeben. Mittlerweile ist die American Society for Nutrition Herausgeber.
Aktueller Chefredakteur ist Christopher Duggan.
Eine Umfrage der Abteilung Biomedizin und Biowissenschaften der Special Libraries Association aus dem Jahr 2009 ordnete die Zeitschrift den „100 einflussreichsten Zeitschriften ... der letzten 100 Jahre“ im Bereich Biologie und Medizin zu. Der Impact Factor lag 2018 bei 6,568.

## Interessenkonflikte
Marion Nestle äußerte Sorgen über einen Interessenkonflikt der Mitarbeiter des AJCN. Nestle gab an, dass „die Mehrheit – 7 von 12 – der Mitarbeiter Unternehmen berät. Die Liste der beratenen Unternehmen [...] umfasst Coca-Cola, PepsiCo, die Sugar Association, die National Restaurant Association, Conagra Brands, McDonald’s, Kellogg, Mars und viele andere.“
In einem Bericht aus dem Jahr 2015 äußerte Michele Simon Bedenken bezüglich des Engagements von Unternehmen in den Zeitschriften der American Society for Nutrition.
Die Zeitschrift führt die Interessenkonflikte ihrer Redaktion öffentlich auf ihrer Website auf.